# Мюнхен-Лайм
48°08′40″ пн. ш. 11°30′12″ сх. д. / 48.144444444444° пн. ш. 11.503333333333° сх. д.
Мюнхен-Лайм (нім. Bahnhof München-Laim, нім. Laim) — залізнична станція міста Мюнхен, розташована на захід від головного вокзалу Мюнхену.
Введена в експлуатацію 1 травня 1893 року як сортувальна станція. 30 серпня 1894 року відкрито пасасажирський рух від головного вокзалу Мюнхену.
Після введення експлуатацію Північної сортувальної станції Мюнхена восени 1991 року всі завдання сортувальної станції Лайм поступово були передані новій сортувальній станції.
У 2008 році станцією швидкісної залізниці щодня користувалися 35 200 мандрівників.

## Історія
У 1880-х роках у Мюнхені різко зросла інтенсивність перевезень, тому існуючих вантажних транспортних засобів на станції Мюнхен-Центральний було вже недостатньо. Виникла гостра потреба розділення вантажних і пасажирських перевезень з одного боку та місцевих вантажних і наскрізних перевезень з іншого. У 1890 році уряд Баварії схвалив будівництво сортувальної станції в муніципалітеті Лайм, оскільки там було достатньо вільного місця на землі, яка раніше використовувалася для сільського господарства.
Будівництво розпочалося в 1891 році. 

## Транспортне сполучення

### Швидкісна залізниця
На Мюнхен-Лайм лінії S1 у напрямку Фрайзінг/Аеропорт і S2 у напрямку Дахау/Петерсгаузен/Альтомюнстер відокремлюються від ліній S-Bahn S3, S4, S6 та S8 у напрямку до Пазінг.
Усі поїзди S-Bahn, що прямують за місто, відправляються з платформи 1. За кілька метрів після платформи лінії S3, S4, S6 і S8 розгалужуються праворуч, щоб перетнути колії S1 і S2, які розгалужуються ліворуч. Наступна залізнична станція в цьому напрямку — Пазінг, Оберменцінг або Мозах. У Пазінгу є можливість пересісти на міський та міжміський транспорт.
Потяги ліній S1 і S2 прибувають на платформу 2. Після платформи середня колія з’єднується з колією 3, де зупиняється S-Bahn з Пазінг. Наступна зупинка на станції Гіршгартен.
Потяги S-Bahn S20 від/з Пазінг/Гелльрігельскройт не зупиняється на станції Лайм, а проходять на південь від неї по маршруту до Зольн.
| Лінія | Маршрут | Інтервал | Інтервал в годину пік |
| ----- | --- | -------- | --------------------- |
| S1    | Аеропорт Мюнхен – Парк відвідувачів аеропорту – Нойфарн – Ехінг – Логгоф – Унтершлайсгайм – Обершлайсгайм – Фельдмохінг – Фазанері – Мозах – Лайм – Гіршгартен – Доннерсбергербрюке – Гакербрюке – Головний вокзал – Карльсплац (Штахус) – Марінплац – Ізартор – Розенгаймер-плац – Східний вокзал – Лойхтенбергрінг | 20 хв    | 20 хв                 |
| S2    | (Альтомюнстер – Клайнберггофен – Ердвег – Арнбах – Маркт-Індерсдорф – Нідеррот – Швабгаузен – Багерн – Дахау-штадт –) Петерсгаузен – Фіркірхен-Естерофен – Рермос – Гебертсгаузен – Дахау – Карльсфельд – Аллах – Унтерменцинг – Оберменцинг – Лайм – Гіршгартен – Доннерсбергербрюке – Гаккербрюкке – Мюнхен-Головний – Карльсплац (Штахус) – Марінплац – Ізартор – Розенгаймер-плац – Мюнхен-Східний – Лойхтенбергрінг – Берг-ам-Лайм – Рім – Фельдкірхен – Гаймштеттен – Груб – Поїнг – Маркт-Швабен – Оттенгофен – Ст. Коломан – Ауфгаузен – Альтенердінг – Ердінг | 20 хв    | 10 хв                 |
| S3    | Маммендорф – Мальхінг – Майзах – Гернлінден – Естінг – Ольхінг – Гребенцелль – Лохгаузен – Лангвід – Пазінг – Лайм – Гіршгартен – Доннерсбергербрюке – Гаккербрюкке – Мюнхен-Головний – Карльсплац (Штахус) – Марінплац – Ізартор – Розенгаймер-плац – Мюнхен-Східний – Ст.-Мартін-штрасе – Гізінг – Фазангартен – Фазаненпарк – Унтергахінг – Тауфкірхен – Фурт – Дайзенгофен – Зауерлах – Оттерфінг – Гольцкірхен | 20 хв    | 10 хв                 |
| S4    | Гельтендорф – Тюркенфельд – (Графрат – Шенгайзінг –) Бухенау – Фюрстенфельдбрук – Айхенау – Пухгайм – Аубінг – Лайенфельсштрасе – Пазінг – Лайм – Гіршгартен – Доннерсбергербрюке – Гаккербрюкке – Мюнхен-Головний – Карльсплац (Штахус) – Марінплац – Ізартор – Розенгаймер-плац – Мюнхен-Східний – Лойхтенбергрінг – Берг-ам-Лайм – Трудерінг – Гронсдорф – Гаар – Фатерштеттен – Бальдгам – Цорнедінг – Егльгартінг – Кірхсеон – Графінг-станція (– Графінг-штадт – Еберсберг)                                                                                      | 20 хв    | 10 хв                 |
| S6    | Тутцинг – Фельдафінг – Поссенгофен – Штарнберг – Штарнберг-Північний – Гаутінг – Штокдорф – Планегг – Грефельфінг – Лохгам – Весткройц – Пазінг – Лайм – Гіршгартен – Доннерсбергербрюке – Гаккербрюкке – Мюнхен-Головний – Карльсплац (Штахус) – Марінплац – Ізартор – Розенгаймер-плац – Мюнхен-Східний – Лойхтенбергрінг – Берг-ам-Лайм – Трудерінг – Гронсдорф – Гаар – Фатерштеттен – Бальдгам – Цорнедінг – Егльхартінг – Кірксеон – Графінг-станція – Графінг-штадт – Еберсберг                                                                                 | 20 хв    | 10 хв                 |
| S8    | Герршинг – Зефельд-Гехендорф – Штайнебах – Веслінг – Нойгільхінг – Гільхінг-Аргельсрід – Гайзенбрунн – Гермерінг-Унтерпфаффенгофен – Гартгауз – Фрайгам – Нойаубінг – Весткройц – Пазінг – Лайм – Гіршгартен – Доннерсбергербрюке – Гаккербрюкке – Мюнхен-Головний – Карльсплац (Штахус) – Марінплац – Ізартор – Розенгаймер-плац – Мюнхен-Східний – Лойхтенбергрінг – Дагльфінг – Енгльшалькінг – Йоганнескірхен – Унтерферінг – Ісманінг – Галльбергмос – Парк відвідувачів аеропорту – Аеропорт Мюнхен                                                              | 20 хв    | 10 хв                 |

### Міський транспорт
Вулиця Вотанштрассе прокладена під залізничною станцією в підземному переході Лайма з максимальною висотою 3,20 м. Через підземний перехід проходять автобусні лінії 51, 151 і 168. У середньостроковій та довгостроковій перспективі тут також планується розміщення трамвая. На південь від підземного переходу Лаймера зупиняються автобуси маршрутів 51, 130, 131, 151, 157 і 168. Вночі тут курсує нічний автобус N48.